# Given Singuluma
Given Singuluma (* 19. Juli 1986 in Rufunsa) ist ein sambischer Fußballspieler, der als Stürmer aktiv ist. Er steht derzeit bei TP Mazembe, einem kongolesischen Verein aus Lubumbashi, unter Vertrag. Mit dem kongolesischen Fußballmeister gewann er 2009 und 2010 die CAF Champions League.

## Werdegang
Seine Karriere begann Singuluma in Sambia beim National Assembly FC aus Lusaka, bevor er 2007 nach Südafrika zu Bay United FC aus Port Elizabeth wechselte. Mit dem Verein stieg er 2007/08 in die Premier Soccer League auf. Es folgte die Rückkehr nach Sambia. Mit Zanaco FC wurde er 2008/09 sambischer Meister und machte mit seinen Leistungen die Verantwortlichen von TP Mazembe auf sich aufmerksam. In der CAF Champions League 2010 erzielte er in zehn Spielen fünf Tore. Als afrikanischer Titelträger nahm er mit seinem Verein zudem an der FIFA-Klub-Weltmeisterschaft 2009 und 2010 teil.

### Nationalmannschaft
Given Singuluma wurde 2006 von Nationaltrainer Kalusha Bwalya erstmals in die A-Nationalmannschaft Sambias berufen. Bei der afrikanischen Nationenmeisterschaft 2009, bei der nur Spieler spielberechtigt sind, die in den nationalen Meisterschaften ihrer Heimatländer spielen, wurde er mit fünf Treffern Torschützenkönig und erreichte mit seinem Land den dritten Platz. Auch bei der Afrikameisterschaft 2010 in Angola gehörte er zum Aufgebot Sambias. Für die Afrikameisterschaft 2012 wurde Singuluma zwar von Nationaltrainer Hervé Renard in das vorläufige Turnieraufgebot berufen, im endgültigen 23-Mann-Kader fand er allerdings keine Berücksichtigung.